# T. E. B. Clarke
Thomas Ernest Bennett Tibby Clarke (Watford, 7 giugno 1907 – Surrey, 11 febbraio 1989) è stato uno sceneggiatore inglese.
Vince l'Oscar alla migliore sceneggiatura originale nel 1953 per il film L'incredibile avventura di Mr. Holland. Ebbe, inoltre, una nomination all'Oscar alla migliore sceneggiatura originale per Passaporto per Pimlico, ed un'altra nomination all'Oscar alla migliore sceneggiatura non originale per Figli e amanti. 

## Filmografia
- Incubi notturni, regia di Alberto Cavalcanti, Charles Crichton, Basil Dearden, Robert Hamer (1944) (dialoghi aggiuntivi)
- I figli del mare, regia di Charles Frend (1945)
- Passaporto per Pimlico, regia di Henry Cornelius (1949)
- I giovani uccidono, regia di Basil Dearden (1950)
- Alba generosa, regia di Charles Frend (1950)
- L'incredibile avventura di Mr. Holland, regia di Charles Crichton (1951)
- Occhio di lince, regia di Basil Dearden (1956)
- Il capitano soffre il mare, regia di Charles Frend (1957)
- Verso la città del terrore, regia di Ralph Thomas (1958)
- 24 ore a Scotland Yard, regia di John Ford (1958)
- Benvenuto a Scotland Yard!, regia di Charles Crichton (1958)
- Figli e amanti, regia di Jack Cardiff (1960)